# Борек (герб)
Борек (пол. Borek) — польський шляхетський герб.

## Опис
У червоному полі два вовки натуральних барв, біжучих під зелену гору. В клейноді три пера страуса. Намет червоний, підбитий зеленим.

## Історія
Герб прибув до Польщі з Померанії в XIII столітті.

## Інші герби з цією назвою
- Гризма
- Борек І
- Борек ІІ
- Борек ІІІ
- Борек IV